# José Joaquim Nunes
José Joaquim Nunes (Portimão, 4 de Dezembro de 1859 — Lisboa, 20 de Julho de 1932) foi um sacerdote católico (embora tenha depois abandonado o sacerdócio e casado) e professor universitário, que se destacou pelos seus trabalhos de lexicografia dialectal e histórica, pertencendo à geração pioneira da linguística portuguesa. Foi sócio da Academia das Ciências de Lisboa.

## Biografia
José Joaquim Nunes nasceu na então Vila Nova de Portimão, filho de Joaquim Nunes do Carmo e Maria Francisca Francesa, uma família de poucas posses. Realizou os seus estudos básicos em Portimão, com a ajuda do «escrivão da Câmara» Aires António de Azevedo e do padre José Baptista Pereira. Terminada a instrução primária, ingressou no Seminário de Faro, onde concluiu o curso teológico, sendo sido ordenado sacerdote em 1882.
Como jovem sacerdote, paroquiou em Estoi, Martinlongo, Castro Marim e Alferce, freguesia onde se manteve, como pároco encomendado entre 1886 e 1888. Foi neste período de vivência numa comunidade serrana algarvia que se iniciou na actividade literária, publicando a obra Contos ao Lar (1888) com o pseudónimo de Júlio Ventura. Os contos incluídos são inspirados em lendas algarvias, predominantemente monchiquenses, como a conhecida Louca dos Pisões.
Também neste período iniciou a sua participação na imprensa, tendo sido colaborador de O Patriota, influente órgão da imprensa local dirigido por António Lobo de Almada Negreiros, o pai de Almada Negreiros. Manteria esta colaboração por muitos anos, sendo posteriormente correspondente do jornal em Lagos. Tem ainda colaboração na II série  da revista Alma nova  (1915-1918).
Entretanto, já com um importante envolvimento na actividade intelectual algarvia, sentia-se atraído pelo ensino em detrimento da actividade pastoral. Solicitou então ao prelado a sua transferência para um lugar de professor no Seminário de São José, em Faro, o que não lhe foi concedido.
Perante a recusa, resolveu concorrer a um lugar de capelão militar, sendo colocado em 1889 como capelão do Regimento de Infantaria n.º 15, de Lagos. Durante os anos em que esteve colocado em Lagos, manteve uma intensa actividade social e cultural, criando uma escola particular para estudos liceais, de que foi professor, e fundando, em 1891, o jornal O Lacobrigense, que dirigiu e editou. Naquele jornal publicou vários trabalhos relacionados com a cultura algarvia, pois dedicou-se ao estudo de temas da etnografia algarvia, sobre a qual publicou diversos artigos em vários periódicos.
A sua carreira de capelão militar levou a que fosse transferido de Lagos para Santarém, continuando paralelamente a dedicar-se ao ensino particular e aos estudos de filologia. Foi assim que também leccionou em escolas particulares de Santarém.
Colocado depois no Regimento de Infantaria n.º 17, em Beja, acumulou naquela cidade as funções de capelão com os cargos de professor interino do Liceu e de professor do Seminário de Beja.
Em colaboração com o professor monchiquense José António Gascon (1851-1931), publicou na Revista Lusitana, tomo VII (1902; separata em 1906), os resultados da recolha etnográfica que realizara no Algarve, intitulada Dialectos Algarvios, trabalho presumivelmente iniciado quando residiu no concelho de Monchique. Na mesma revista, entre abundante colaboração, em 1900 publicou também a obra Subsídios para o Romanceiro Algarvio.
Com a implantação da República, a capelania do Exército Português foi extinta o que o levou a passar para o ensino oficial a tempo inteiro. Abandonou então o sacerdócio, casando civilmente com Matilde Cardoso de Araújo Nunes.
Já filólogo reconhecido e apoiante dos ideais republicanos, em 1911 foi nomeado pelo Governo da República vogal secretário da comissão da Reforma Ortográfica de 1911.
Na continuação da sua carreira na docência liceal, foi sucessivamente professor do Liceu de Beja, do Liceu de Santarém e do Liceu Camões, em Lisboa, antes de ser colocado como professor do Colégio Militar.
Em 1913 foi eleito sócio correspondente da Academia das Ciências de Lisboa, instituição de que passou em 1926 à categoria de sócio efectivo.
Já com uma carreira feita e uma sólida reputação académica como investigador da linguística, em 1914, com 55 anos de idade, foi nomeado professor extraordinário de Filologia Clássica da Faculdade de Letras de Lisboa. No ano de 1917, em reconhecimento do seu saber e numerosas contribuições bibliográficas, foi feito Doutor em Letras e promovido a professor catedrático e em 1928 escolhido para o cargo de director daquela Faculdade. Em 1929 retirou-se da actividade académica por atingir o limite de idade.
Na sua vida profissional destacou-se pelos seus conhecimentos de latim e de grego clássico e como um reputado especialista no estudo da Antiguidade Clássica, a que aliava um perfil discreto e uma grande capacidade pedagógica. Na Faculdade de Letras foi colega e colaborador de Leite de Vasconcelos e de José Maria Rodrigues, convivendo com lentes como Adolfo Coelho, Carolina Michaelis e David Lopes.
Já viúvo, retornou à Igreja Católica Romana, que abandonara quando casou, tendo estado algum tempo recolhido no convento franciscano de Varatojo, mas veio a falecer na sua casa de Lisboa, vítima de pneumonia, pouco depois do seu regresso ao catolicismo.

## Obra
Publicou vários trabalhos de lexicografia dialectal e lexicografia histórica e estudos avulsos de etimologia e de onomástica, contribuindo para o enquadramento geral na descrição dos fenómenos da fonética histórica da língua portuguesa. Também se dedicou ao estudo e à edição de textos medievais, nomeadamente obras de carácter hagiográfico, com destaque para as vidas de santos portugueses, muitas delas inéditas. Na vertente didáctica, elaborou e publicou compêndios gramaticais e antologias (então designadas crestomatias) destinados a serem utilizados pelos estudantes liceais. A sua vasta bibliografia versa ainda temas como a toponímia, a história e a cultura.
Como sócio correspondente, e depois efectivo, da Academia de Ciências de Lisboa, apresentou vários trabalhos de índole científica naquela instituição, à qual legou o seu espólio literário. Foi ainda membro de várias agremiações académicas e científicas e representou Portugal em congressos e reuniões internacionais. Especialista em filologia clássica era um notável poliglota, falando e escrevendo correctamente em várias línguas.
A vasta obra literária que deixou, em boa parte actual, tem sido objecto de artigos, livros e teses académicas. Alguns dos seus inéditos, sobretudo obras de literatura, encontram-se depositados na Academia de Ciências de Lisboa. É lembrado na toponímia da cidade de Portimão, onde uma rua ostenta o seu nome.
O grosso da sua bibliografia foi publicado na Revista Lusitana e no Boletim da Academia das Ciências de Lisboa, mas é autor de diversas monografias, entre as quais: 
- Contos ao Lar, 1888;
- Crónica da Ordem dos Frades Menores (1209-1285), 2 volumes, 1918;
- Evolução da língua portuguesa, exemplificada em duas lições principalmente da mesma versão da Regra de S. Bento, 1926;
- Cantigas d'amigo dos trovadores galego-portugueses, 3 volumes, 1926-1928;
- Cantigas d'amor dos trovadores galego-portugueses, 1932.
- Chrestomatia archaica, 1906, 2.ª ed., 1921;
- Compêndio de gramática histórica portuguesa, 1919;
- Florilégio da literatura portuguesa arcaica, 1932.